# Paula Pell
Pour les articles homonymes, voir Paula et Pell.
Paula Pell, née le 15 avril 1963 à Joliet dans l'Illinois, est une actrice, scénariste et productrice américaine.

## Biographie
Paula Pell est ouvertement lesbienne.

## Filmographie

### Comme scénariste
- 1999 : Saturday Night Live 25 (documentaire)
- 2002 : NBC 75th Anniversary Special (émission télévisée)
- 2003 : Saturday Night Live Weekend Update Halftime Special (émission télévisée)
- 2003 : Macy's 4th of July Spectacular (émission télévisée)
- 2004 : Saturday Night Live: The Best of Cheri Oteri (documentaire)
- 2006 : Thick and Thin (série télévisée)
- 2007 : Saturday Night Live in the '90s: Pop Culture Nation (documentaire)
- 2008 : Saturday Night Live: Weekend Update Summer Edition (série télévisée) (3 épisodes)
- 2010 : 30 Rock (série télévisée) (2 épisodes)
- 2010 : The Women of SNL (téléfilm)
- 2011 : The 83rd Annual Academy Awards (émission télévisée)
- 2014 : Saturday Night Live: Best of This Season (émission télévisée)
- 2014 : The Oscars (émission télévisée)
- 2014 : The Re-Gift (court métrage)
- 2015 : Saturday Night Live: 40th Anniversary Special (émission télévisée)
- 2015 : The Oscars (émission télévisée)
- 2013-2015 : Hudson Valley Ballers (série télévisée) (14 épisodes)
- 2015 : Sisters
- 1995-2016 : Saturday Night Live (série télévisée) (299 épisodes)
- 2016 : Tony Bennett Celebrates 90: The Best Is Yet to Come (documentaire)
- 2017 : 74th Golden Globe Awards (émission télévisée)
- 2018 : 75th Golden Globe Awards (émission télévisée)
- 2018 : Camping (en) (série télévisée) (1 épisode)

### Comme actrice
- 2002 : The Colin Quinn Show (série télévisée) (3 épisodes)
- 2011 : Funny or Die Presents... (série télévisée) : Paula (3 épisodes)
- 2011 : Parks and Recreation (série télévisée) : Tammy Zero
- 2012 : Lilly (court métrage) : Lilly
- 2012 : The Front Desk (série télévisée)
- 2007-2013 : 30 Rock (série télévisée) : Paula Hornberger (6 épisodes)
- 1995-2013 : Saturday Night Live (série télévisée) : la femme de Terrell (65 épisodes)
- 2013 : Anchorman 2: The Legend Continues
- 2013 : Hudson Valley Ballers (série télévisée) : Paula, Cora Burlington (6 épisodes)
- 2014 : Monkey Love (série télévisée) : Ariana
- 2014 : Birdman or (The Unexpected Virtue of Ignorance) : la femme au bar
- 2015 : Notary Publix (mini-série)
- 2015 : Above Average Presents (série télévisée) : Mom 1
- 2015 : Vice-versa : Dream Director / Mom's Anger / Additional Voices (voix)
- 2015 : The Parker Tribe (court métrage) : Dot Parker
- 2015 : Riley's First Date? (court métrage) : la mère d'Anger (voix)
- 2015 : The Mindy Project (série télévisée) : Evelyn
- 2013-2015 : The Awesomes (série télévisée) : Gadget Gal (30 épisodes)
- 2015 : Sisters : Dana
- 2016 : Other People tante Patti
- 2016 : Brother Nature : la femme en tailleur
- 2017 : The Catch (série télévisée) : Carol Cooney (2 épisodes)
- 2017 : Unbreakable Kimmy Schmidt (série télévisée) : Bev
- 2017 : SMILF (série télévisée) : tante Mo
- 2017-2018 : Love (série télévisée) : Erika (7 épisodes)
- 2017-2019 : Big Mouth (série télévisée) : Barbara Glouberman / Lola's Couch Pillow / Bubbe (12 épisodes)
- 2015-2019 : Documentary Now! (série télévisée) : Patti Skrowaczeski (3 épisodes)
- 2018-2019 : A.P. Bio (série télévisée) : Helen Henry DeMarcus (12 épisodes)
- 2019 : Un week-end à Napa (Wine Country) d'Amy Poehler : Val
- 2021–2024 : Girls5eva : Gloria

### Comme productrice
- 2006 Thick and Thin (série télévisée)
- 2009-2010 : 30 Rock (série télévisée) (22 épisodes)
- 2012 : This Is 40
- 2018 : Camping (en) (série télévisée) (3 épisodes)